# Sóng gió gia tộc
Sóng gió gia tộc (tiếng Anh: Heart of Greed, tiếng Trung: 溏心風暴) là một phim lớn của TVB trong năm 2007. Phim đã nhận được nhiều giải trong lễ trao giải của TVB năm 2007, trong đó có giải "Phim hay nhất". Đây là phim có rating cao nhất năm 2007 của TVB với 48 điểm.
Dựa trên thành công của bộ phim, năm 2008 TVB đã sản xuất phần khác với nhan đề "Sức mạnh tình thân" (Gia hảo nguyệt viên/ Moonlight Resonance) với hầu hết các diễn viên cũ và một kịch bản mới.

## Nội dung
Đường Nhân Giai là chủ một chuỗi cửa hàng bán hải sản và bào ngư. Ông có hai người vợ là Lăng Xảo và Vường Tú Cầm, cùng bốn người con: Đường Chí An (con nuôi - sau này mọi người phát hiện ra anh là con ruột của ông với một người phụ nữ khác), Đường Chí Dật và Đường Chí Hân (con của Lăng Xảo), Đường Chí Hoan (con của Tú Cầm).
Cách thời điểm đầu phim hơn 20 năm, lúc đó Lăng Xảo phát hiện mình bị ung thư. Bà muốn chồng sẽ hạnh phúc với một người khác sau khi mình qua đời nên đã nhờ Tú Cầm chăm sóc cho Đường Nhân Giai. Nhưng may mắn là bà đã hồi phục. Tú Cầm luôn nghĩ mình không có quyền lợi gì trong gia đình (vì bà không cưới Đường Nhân Giai một cách hợp pháp). Bà tìm cách chiếm gia tài nhà họ Đường và để đạt được điều đó, bà luôn tìm cách gây rắc rối cho gia đình. Tuy nhiên Lăng Xảo là một phụ nữ khéo léo và bà đã luôn giữ được cho cả nhà yên ấm.
Tuy nhiên, sự quá quắt của Tú Cầm đã khiến cho Lăng Xảo tức giận và đuổi bà ra khỏi nhà. Sau đó bệnh ung thư của Lăng Xảo quay trở lại và ngày một nặng hơn. Một ngày, biết rằng Lăng Xảo sắp ra đi, Tú Cầm tới bệnh viện và xin Lăng Xảo tha thứ. Lăng Xảo đã nói câu "Chỉ là bạn bè" với Chí Hoan (con ruột của Tú Cầm). Chí Hoan vì muốn má mình được mọi người trong gia đình chấp nhận nên nói rằng Lăng Xảo đã tha thứ cho Tú Cầm.
Tuy nhiên sau đó Tú Cầm tiếp tục âm mưu chiếm tài sản nhà họ Đường, đồng thời muốn công chúng nghĩ rằng mình đã bị lãng phí tuổi thanh xuân mà không hề có địa vị gì trong gia đình. Sau cái chết của Lăng Xảo, bà đã đăng ký kết hôn với Đường Nhân Giai và sau đó đâm đơn li dị, yêu cầu mình được hưởng 70% gia tài. Cùng với Thường Tại Đức và người nhà của Trác Văn Lệ, Tú Cầm đã gây nhiều rắc rối cho nhà họ Đường, khiến cho Đường Nhân Giai qua đời. Trong di chúc ông để lại toàn bộ tài sản cho các con. Tú Cầm kiện ra tòa đòi phần gia tài của mình, tuy nhiên quan tòa đã bác đơn kiện của bà. Thường Tại Đức khuyên bà nên chống án, nhưng do quá mệt mỏi với những phiên toà, Tú Cầm đã dừng chân và quay trở lại với gia đình.

## Diễn viên

### Nhà họ Đường
| Diễn viên          | Nhân vật |
| ------------------ | --- |
| Hạ Vũ              | Đường Nhân Giai (唐仁佳), 55 tuổi Chồng của Lăng Xảo và Vương Tú Cầm Ba của Đường Chí An, Đường Chí Hoan, Đường Chí Dật và Đường Chí Hân |
| Lý Tư Kì           | Lăng Xảo (凌巧), 53 tuổi (Vợ lớn) Vợ của Đường Nhân Giai Má của Đường Chí Dật và Đường Chí Hân Chị gái của Lăng Li và Lăng Ba            |
| Quan Cúc Anh       | Frances Vương Tú Cầm (王秀琴), 47 tuổi(Vợ nhỏ) Vợ của Đường Nhân Giai Má của Đường Chí Hoan Người tình của Thường Tại Đức                |
| Trần Hào           | Đường Chí An (唐至安), 28 tuổi Con trai của Đường Nhân Giai Bạn của Thường Tại Tâm                                                       |
| Mễ Tuyết           | Lăng Lợi (凌莉), 39 tuổi Em gái của Lăng Xảo, chị gái của Lăng Ba                                                                        |
| Nguyễn Triệu Tường | Lăng Ba (凌波), 34 tuổi Em trai của Lăng Xảo và Lăng Li                                                                                  |
| Huỳnh Tông Trạch   | Gilbert Đường Chí Dật (唐至逸), 25 tuổi Con trai của Đường Nhân Giai và Lăng Xảo Chồng của Trác Văn Lệ                                   |
| Dương Di           | Jackie Trác Văn Lệ (卓文麗), 24 tuổi Vợ của Đường Chí Dật                                                                                |
| Lê Nặc Ý           | Đường Chí Hoan (唐至歡), 23 tuổi Con trai của Đường Nhân Giai và Vương Tú Cầm                                                            |
| Trần Pháp Lai      | Đường Chí Hân (唐至欣), 17 tuổi Con gái của Đường Nhân Giai và Lăng Xảo Bạn của Thường Tại Tâm, Thủy Minh Hà và Lê Trác Lan              |

### Nhà họ Trác (nhà thông gia)
| Diễn viên       | Nhân vật               |
| --------------- | ---------------------- |
| Lương Thuần Yến | Vương Lệ Vy (王麗薇)   |
| Trần An Doanh   | Lý Văn Hồng (李文紅)   |
| Chúc Văn Quân   | Trác Văn Ngọc (卓文玉) |
| Trịnh Gia Sinh  | Trác Văn Bang (卓文邦) |

### Các mối quan hệ của Thường Tại Tâm
| Diễn viên      | Nhân vật |
| -------------- | --- |
| Chung Gia Hân  | Thường Tại Tâm (常在心), 24 tuổi Bạn của Đường Chí An, Đường Chí Hân, Thủy Minh Hà và Lê Trác Lan Bạn gái của Trình Lượng Con gái của Thường Phong Em gái của Thường Tại Đức |
| Lâm Phong      | Alfred Trình Lượng (程亮), 26 tuổi Bạn trai của Thường Tại Tâm và Thủy Minh Hà                                                                                               |
| Mông Gia Tuệ   | Thủy Minh Hà (水明霞) Bạn của Đường Chí Hân, Thường Tại Tâm và Lê Trác Lan Bạn gái của Trình Lượng                                                                           |
| Lâm Lợi        | Lê Trác Lan (黎卓蘭) Bạn của Đường Chí Hân, Thường Tại Tâm và Thủy Minh Hà                                                                                                   |
| Châu Thông     | Thường Phong (常 峰) Ba của Thường Tại Đức và Thường Tại Tâm |
| Lý Thành Xương | Henry Thường Tại Đức (常在德) Con trai của Thường Phong Anh của Thường Tại Tâm Người tình của Vương Tú Cầm                                                                   |

### Khác
| Diễn viên      | Nhân vật                                                                                  |
| -------------- | ----------------------------------------------------------------------------------------- |
| Lý Quốc Lân    | Đới Kiến Hy (戴建熹) Biệt danh: Luật sư chân to Đối thủ của Trình Lượng và Thường Tại Tâm |
| Diệp Thúy Thúy | Cherry                                                                                    |
| Phương Y Kỳ    | Lý Nguyệt Anh (李月瑛)                                                                    |
| Trần Hồng Liệt | Trần Quốc Liệt (陳國烈)                                                                   |
| Đường Thi Vịnh | Angel (bạn gái của Đường Chí Hoan)                                                        |
| Phùng Tổ Ba    | Trần Kim Phụng                                                                            |
| Lý Tư Tiệp     | Huỳnh Gia Vinh (黃家榮)                                                                   |

## Ratings
| Tuần          | Điểm trung bình | Điểm cao nhất |
| ------------- | --------------- | ------------- |
| 1 (Tập 1–5)   | 29              | 31            |
| 2 (Tập 6–10)  | 29              |               |
| 3 (Tập 11–15) | 29              |               |
| 4 (Tập 16–20) | 32              | 34            |
| 5 (Tập 21–25) | 31              | 34            |
| 6 (Tập 26–30) | 33              | 36            |
| 7 (Tập 31–35) | 35              | 40            |
| 8 (Tập 36–40) | 40              | 48            |

## Giải thưởng và đề cử

### Đề cử (Top 5)
- Giải thưởng hàng năm của TVB - Nam diễn viên chính xuất sắc nhất
  - Hạ Vũ
- Giải thưởng hàng năm của TVB - Nữ diễn viên chính xuất sắc nhất
  - Quan Cúc Anh
- Giải thưởng hàng năm của TVB - Nam diễn viên chính được yêu thích nhất
  - Hạ Vũ
- Giải thưởng hàng năm của TVB - Nam diễn viên chính được yêu thích nhất
  - Lâm Phong
- Giải thưởng hàng năm của TVB - Nữ diễn viên chính được yêu thích nhất
  - Lý Tư Kỳ
- Giải thưởng hàng năm của TVB - Nữ diễn viên chính được yêu thích nhất
  - Chung Gia Hân
- Giải thưởng hàng năm của TVB - Nam diễn viên tiến bộ nhất
  - Lê Nặc Ý
- Giải thưởng hàng năm của TVB - Nữ diễn viên tiến bộ nhất
  - Trần Pháp Lai

### Giải thưởng
- Giải thưởng hàng năm của TVB - Phim hay nhất
  - Sóng gió gia tộc
- Giải thưởng hàng năm của TVB - Nam diễn viên chính xuất sắc nhất 
  - Trần Hào
- Giải thưởng hàng năm của TVB - Nữ diễn viên chính xuất sắc nhất 
  - Lý Tư Kỳ
- Giải thưởng hàng năm của TVB - Nam diễn viên phụ xuất sắc nhất
  - Nguyễn Triệu Tường
- Giải thưởng hàng năm của TVB - Nhân vật nam được yêu thích nhất
  - Trần Hào
- Giải thưởng hàng năm của TVB - Nhân vật nữ được yêu thích nhất 
  - Quan Cúc Anh